# ژارنوویتس
ژارنوویتس (به لهستانی:  Żarnowiec) یک روستا در لهستان است که در گمینا کروکووا واقع شده‌است. ژارنوویتس ۸۶۱ نفر جمعیت دارد.